# 1789 en littérature
| Années de la littérature : 1786 - 1787 - 1788 - 1789 - 1790 - 1791 - 1792    |
| Décennies de la littérature : 1750 - 1760 - 1770 - 1780 - 1790 - 1800 - 1810 |

Cet article présente les faits marquants de l'année 1789 en littérature.

## Événements
- 21 mai : le poète brésilien Tomás Antônio Gonzaga impliqué dans la Conjuration Mineira est arrêté ; condamné à l'exil au Mozambique, il part le 25 mai 1792 et meurt avant le 2 février 1810[1].
- 26 et 27 mai : Friedrich Schiller ouvre par un discours son cours d'histoire à l’Université d’Iéna Was heißt und zu welchem Ende studiert man Universalgeschichte? (de) (« Qu’appelle-t-on histoire universelle, et pourquoi l’étudie-t-on ? »), publié en novembre dans le Der Teutsche Merkur[2].

### Presse
- Création de nombreux titres de presse en France :
  - 1er avril  : un prospectus annonce pour le 10 avril la parution du journal de Brissot Le Patriote français ; sa publication est interdite le 16 avril[3]; un numéro paraît le 6 mai. Un arrêt du Conseil d'État interdit la publication toute espèce de journaux sans autorisation expresse[4]. Le journal parait de façon régulière le 28 juillet, devient quotidien à partir du 1er novembre jusqu'au 2 juin 1793[5].
  - 2 mai : les États Généraux, de Mirabeau, premier journal écrit par un député, interdit le 7 mai ; replacé par les Lettres du comte de Mirabeau à ses commettants du 10 mai au 25 juillet, puis sous le titre Courrier de Provence jusqu’au 30 septembre 1791[4].
  - 12 juillet : Les Révolutions de Paris : dédiées à la Nation, Paris, Louis-Marie Prudhomme, 1789 (présentation en ligne).
  - 1er août-12 octobre 1790 : L'Observateur, de Gabriel Feydel[6].
  - 29 août : fondation du Journal des débats[7].
  - 12 septembre : premier numéro du Publiciste parisien de Jean-Paul Marat, qui devient L'Ami du peuple le 16 septembre[8].
  - 5 octobre : Les Annales patriotiques et littéraires de Louis-Sébastien Mercier et Jean-Louis Carra[9].
  - 2 novembre : Les Actes des Apôtres de Jean-Gabriel Peltier, parait jusqu'à octobre 1791[10].
  - 24 novembre : premier numéro de la Gazette nationale ou Le Moniteur universel fondé par Charles-Joseph Panckoucke[11].
  - 28 novembre : Les Révolutions de France et de Brabant, de Camille Desmoulins, quotidien qui parait jusqu’au 25 juillet 1791[12].

## Parutions
- Janvier : 
  - Emmanuel-Joseph Sieyès, Qu'est-ce que le tiers état ?, 1789 (présentation en ligne), pamphlet  vendu à 30 000 exemplaires.
  - Jeremy Bentham, An introduction to the principles of morals and legislation, London, T. Payne, 1789 (présentation en ligne) (« Introduction aux principes de morale et de législation »), partisan d’une réforme électorale en Grande-Bretagne.

- Emmanuel-Joseph Sieyès, Vues sur les moyens d'exécution dont les représentans de la France pourront disposer en 1789, 1789 (présentation en ligne), pamphlet.
- Louis de Rouvroy de Saint-Simon, Supplément aux mémoires du M. le duc de Saint-Simon : copié fidèlement sur le manuscrit original ou l’observateur véridique sur le règne de Louis XIV, & sur les premières époques du règne suivant, pour servir de suite et de complément aux trois volumes déjà publiés, vol. 1, Londres, chez Buisson, 1789 (présentation en ligne), en quatre volumes 2 3 4.
- Vittorio Alfieri, Della tirannide (it) : Or Gustavus Vassa, The African, London (présentation en ligne)(« De la tyrannie ») traité de politique écrit en 1777, révisée en 1787 et publié à Paris en 1789 contre la volonté de l'auteur, traduction française Merget, 1802.
- Olaudah Equiano, The Interesting Narrative of the Life of Olaudah Equiano : Or Gustavus Vassa, The African, Londres, 1789 (présentation en ligne) (« La véridique histoire par lui-même d'Olaudah Equiano, Africain, esclave aux Caraïbes, homme libre »).

## Fiction
- 21 janvier : William Hill Brown, The Power of Sympathy : or, The Triumph of Nature, Boston, Isaiah Thomas, 1789 (présentation en ligne), considéré comme le premier roman américain. Sa publication  est annoncé dans le Massachusetts Centinel[13].
- Septembre : Parigi sbastigliato (« Paris débastillé »), ode de Vittorio Alfieri, composée « sur le vif » entre le 17 juillet et le 5 août 1789[14].

- Bernardin de Saint-Pierre, Paul et Virginie, Paris, de l'imprimerie de Monsieur, 1789 (présentation en ligne), première édition séparée du roman.
- William Blake, Songs of Innocence (« Chants d’innocence »), recueil de poésies.
- William Jones, Sacontalá, or the fatal ring : an Indian drama by Cálidás : translated from the original Sanscrit and Prácrit, Calcutta, Joseph Cooper, 1789 (présentation en ligne), traduction en anglais du drame de Kâlidâsa, Shâkuntalâ.
- Ann Radcliffe, The Castles of Athlin and Dunbayne : A Highland story., London, Thomas Hookham, 1789 (présentation en ligne) ( « Les Châteaux d’Athlin et de Dunbayne » ), roman gothique.
- Charlotte Turner Smith, Ethelinde or The recluse of the lake, London, Thomas Cadell, 1789 (présentation en ligne) (« Éthelinde ou la Recluse du lac »), roman en cinq volumes.

- François Guillaume Ducray-Duminil, Petit Jacques et Georgette : ou les Petits montagnards auvergnats, Paris, Maradan, 1789 (présentation en ligne).